# Anno Online
Anno Online is een stedenbouwsimulatie- en real-time strategyspel uit 2013. Het spel is ontwikkeld door Ubisoft Blue Byte en werd uitgegeven door Ubisoft. In het spel moet de speler een middeleeuwse stad stichten en ontwikkelen. Het spel is gratis maar voor extra content in het spel kan de speler betalen. Op 31 januari 2018 zijn de servers uitgezet en sindsdien is het spel niet meer speelbaar.